# Marie Purvis
Marie Purvis (nascido em 24 de setembro de 1961), também conhecida como Marie Morgan, é uma ex-ciclista britânica que representou o Reino Unido nos Jogos Olímpicos de 1992 e 1996. Ela ganhou o Campeonato do Reino Unido de Ciclismo em Estrada em cinco ocasiões. Além disso, terminou em quarto lugar na prova de estrada nos Jogos da Commonwealth de 1994.
Ela se tornou a primeira britânica a vencer uma etapa da Grande Boucle moderno (versão feminina do Tour de France) desde a sua criação em 1984, quando ela ganhou uma etapa da corrida de 1993, seguindo-o com outra vitória de etapa na edição de 1995.